# Grammia f-pallida
Grammia f-pallida är en fjärilsart som beskrevs av Streck. 1878. Grammia f-pallida ingår i släktet Grammia och familjen björnspinnare. Inga underarter finns listade i Catalogue of Life.